# Camino Real de Tierra Adentro
Le Camino Real de Tierra Adentro est une route historique d'Amérique du Nord reliant Mexico (Mexique) à San Juan Pueblo (en), au Nouveau-Mexique (États-Unis) sur 2 600 km. Elle était principalement utilisé entre le XVIe et XIXe siècles pour le convoyage de l'argent des mines de Zacatecas, Guanajuato et San Luis Potosí et le mercure importé d'Europe nécessaire à l'extraction de l'argent.
La partie sud de l'itinéraire, entièrement située au Mexique, est inscrite depuis 2010 sur la liste du patrimoine mondial de l'UNESCO.

## Piste historique des États-Unis
De la frontière du Texas-Nouveau-Mexique jusqu'à San Juan Pueblo au nord d'Española, une route carrossable, en majeure partie l'ancienne U.S. Route 85, a été désignée comme National Scenic Byway appelée El Camino Real.
Des parties de la route commerciale comprennent aussi des pistes pédestres, cyclables et équestres. Cela comprend la piste Paseo del Bosque à Albuquerque et des parties de la piste du Rio Grande. Son extrémité septentrionale, Santa Fe, est aussi le terminus de la vieille piste espagnole et de la piste de Santa Fe.
Le long de la piste, les parajes qui ont été préservés actuellement, comprennent El Rancho de las Golondrinas.
Le fort Craig et le fort Selden sont aussi situés le long de la piste.

## Piste historique du Mexique
La piste passe par les villes du Mexique suivantes, du sud au nord :
- la capitale, Mexico
- Aculco dans l'état de Mexico
- San Juan del Río dans l'état de Querétaro
- Querétaro dans l'état de Querétaro
- Guanajuato dans l'état de Guanajuato
- Lagos de Moreno dans l'état du Jalisco
- Ojuelos dans l'état du Jalisco
- Aguascalientes dans l'état d'Aguascalientes
- San Luis Potosí dans l'état de San Luis Potosí
- Pinos dans l'état de Zacatecas
- Zacatecas dans l'état de Zacatecas
- Sombrerete dans l'état de Zacatecas
- Chalchihuites dans l'état de Zacatecas
- Nombre de Dios dans l'état de Durango
- Durango dans l'état de Durango
- Cuencamé dans l'état de Durango
- San Pedro del Gallo dans l'état de Durango
- Nazas dans l'état de Durango
- Mapimí dans l'état de Durango
- Indé dans l'état de Durango
- Valle de Allende dans l'état de Chihuahua
- Chihuahua dans l'état de Chihuahua
- Ciudad Juarez dans l'état de Chihuahua